# تكية جباري
ناحية تكية جباري (بالكردية: تەکیەی جەباری)‏ هي أحد نواحي قضاء جمجمال في محافظة السليمانية، إقليم كردستان العراق، مركزها قرية تكية جباري، يبلغ عدد سكانها 816 نسمة حسب إحصاء عام 2010؛ وتبلغ مساحتها 256 كيلومتر مربع (99 ميل2) (7.63٪) من قضاء جمجمال، و(1.31٪) من محافظة السليمانية.